# Idioma piu
El piu es una lengua oceánica de la zona superior del río Watut en la provincia de Morobe, Papúa Nueva Guinea.